# Света Троица (Ниш)
„Света Троица“ или „Свети Дух“ (на сръбски: Храм Свете Тројице, Храм Силаска Светога Духа на Апостоле) е възрожденска православна църква в град Ниш, източната част на Сърбия. Катедрален храм е на Нишката епархия на Сръбската православна църква.

## История
Катедралата е дело на видния български дебърски майстор строител Андрей Дамянов. Запазено е писмо, от което се разбира, че договорът за строеж на църквата е сключен от Андрей Дамянов на 12 май 1857 година, а строежът продължава до 1878 година.